# 葡萄石
葡萄石（英語：Prehnite），又称“绿碧榴”、“绿碧柳”、“绿粒石”、“好望角祖母绿”，是一种含水的钙铝硅酸盐矿物。莫氏硬度为6.0～6.5。密度为2.8-2.9g/cm³。與葡萄石有關礦物，如硅硼钙石（英語：datolite）、方解石、魚眼石（英語：apophyllite）、輝沸石（英語：stilbite）、月桂石（英語：laumontite）和片沸石（英語：heulandite）。 

## 名称
葡萄石的英文名称Prehnite来自于该矿物的发现者普雷恩（Prehn）。

## 成分
化学式为Ca2Al(AlSi3O10)(OH)2 ，可含有Fe、Mg、Mn、Na、K等元素，成分较为稳定，但其中经常出现Al3+被Fe3+所置换的情况。

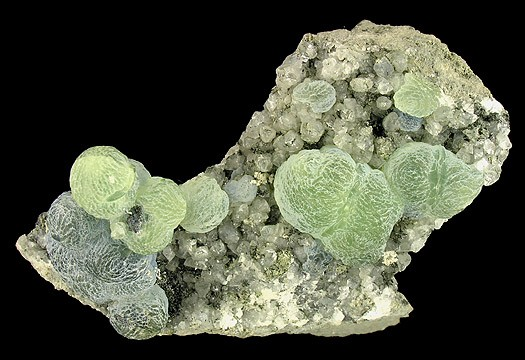
肾状葡萄石集合体

## 形态
葡萄石的单晶屬斜方晶系，但完好晶体稀少，通常呈柱状、板状，主要单型有斜方柱、平行双面；常以集合体出现，多呈板状、片状、葡萄状、肾状、放射状、致密块状。

## 光学性质
葡萄石的顏色多呈果绿、黄绿、草绿、褐绿等各种色调的绿色，常见白色、浅黄色、肉红色、和无色，随着铁和锰含量的增加，其颜色会变深，且透明度降低。
常见蜡状至玻璃光澤。其透明度为半透明，无色葡萄石为透明。
点测法测试折射率可得折射率为1.63。折射率会随着Fe3+的含量增加而增加。
葡萄石为二轴晶正光性，在正交偏光下具集合偏光。
葡萄石集合体不具备多色性，在紫外荧光下呈惰性。

## 特殊光学效应
偶可见具备星光效应的葡萄石。

## 产状&产地
葡萄石常在玄武岩的脈和空洞存在，呈板状、脉状，有時在花崗岩、正長岩或片麻岩中存在。
主要产地有法国、瑞士、澳大利亚、南非、美国的新泽西州、中国的辽宁、泸州等。

## 文化
葡萄石是希望和财富的象征，特别是浅绿色的葡萄石给人感觉如同春天的绿柳一样充满生命的气息，被认为能在人遇到困难的时候会给人指明方向，带来机遇和希望，所以被称为希望之石。
葡萄石也被视为无条件的爱的象征，它被认为能提高人们的观想，促进与真我相连的深层冥想。传说以前的吉普賽人经常佩戴葡萄石，由于吉普賽人擅长占卜和巫术，西方常将它作为梦想、沉思、预言的代言物。

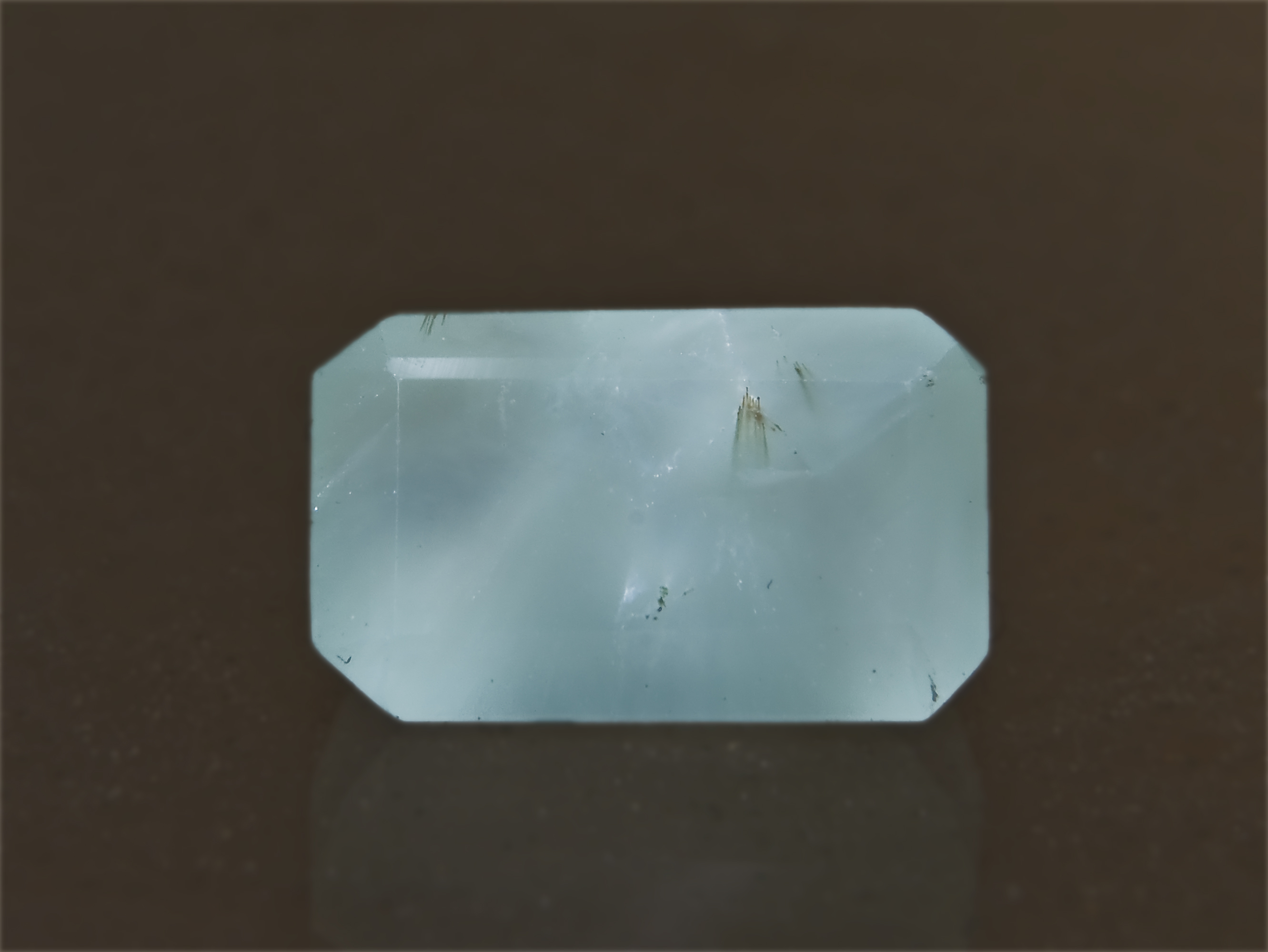
葡萄石刻面宝石

## 应用
可加工成刻面宝石的葡萄石单晶体非常少，葡萄石的集合体多用于做挂件，颜色鲜丽且少见包裹体裂纹者可作宝石或玉雕原料。
葡萄石也是是葡萄石-绿纤石變質相的指標礦物。